# LE (rapperiță)
Ahn Hyo-jin (n. 10 decembrie 1991), cunoscută profesional ca LE, este o rapperiță, compozitoare și producătoare sud-coreeană. Ea a fost membru al grupului de fete K-pop EXID din anul 2012.  A fost anterior membră a grupului hip hop underground Jiggy Fellaz.

## Carieră

### EXID
EXID a debutat oficial pe 16 februarie 2012, cu lansarea single-lui de debut „Whoz That Girl”.